# Cesar Bresgen
Cesar Bresgen (16 octobre 1913 – 7 avril 1988) est un compositeur autrichien du XXe siècle.

## Biographie
Né à Florence de Maria et August Bresgen, tous les deux artistes, il passe sa jeunesse à Zell am See, Munich, Prague et Salzbourg. Entre 1930 et 1936, il étudie le piano et l'orgue à la Musikhochschule de Munich avec Joseph Haas. En 1933, il déménage à Londres, où il exerce en tant que pianiste et compositeur. Il se marie en 1936 et enseigne trois ans plus tard la composition au Mozarteum de Salzbourg.